# Scotopteryx erschoffi
Scotopteryx erschoffi är en fjärilsart som beskrevs av Alphéraky 1897. Scotopteryx erschoffi ingår i släktet backmätare, och familjen mätare. Inga underarter finns listade.